# Jiřina Chudková
Jiřina Chudková (6. dubna 1926 Uherské Hradiště – 4. února 2005 Plzeň) byla česká univerzitní pedagožka, lingvistka, spisovatelka a unitářská laická duchovní.

## Mládí, studia a profesní dráha do roku 1989
Narodila se v Uherském Hradišti. Od roku 1934 žila s rodiči ve Zlíně, kde vystudovala gymnázium. V roce 1944 byla nuceně nasazena na práci v Baťových továrnách. Maturitu směla složit až v roce 1945, po skončení druhé světové války. Po maturitě studovala český jazyk a filozofii na Filozofické fakultě Univerzity Karlovy v Praze, později na Filozofické fakultě Masarykovy univerzity v Brně. V roce 1953, po zisku doktorátu z filozofie, začala působit jako odborná asistentka v oboru filologie na pedagogické fakultě v Brně. O pět let později přestoupila na (dnes již neexistující) pedagogickou fakultu v Boskovicích a v roce 1961 odešla působit na pedagogický institut do Plzně (nyní Fakulta pedagogická Západočeské univerzity). Zde se roku 1963 vdala za svého kolegu, rovněž odborného asistenta téhož institutu, Bohumila Chudka. V době normalizace musela i s chotěm kvůli svým občanským a politickým postojům z vysoké školy odejít. Živila se pak jako pedagožka střední odborné školy a několika učilišť, také učila český jazyk zahraniční zaměstnance Škody Plzeň, zabývala se logopedií, výchovou loutkařů (vystudovala si navíc učitelství loutkářství) a recitátorů (řadu let se aktivně podílela na akcích Šrámkovy Sobotky). I když nesměla působit na vysoké škole, její jazyková příručka Zdokonalujeme se v pravopise, která byla poprvé vydána roku 1970 ve Státním pedagogickém nakladatelství, se dočkala i za normalizace opakovaných vydání (Národní knihovna jich registruje do r. 1986 celkem deset).

## Období po sametové revoluci
Pád komunistického režimu v roce 1989 umožnil, že se Jiřina Chudková směla vrátit na Fakultu pedagogickou Západočeské univerzity, stejně jako její choť Bohumil Chudek. Po několik let zde znovu působila jako odborná asistentka na katedře českého jazyka a literatury a vzdělávala budoucí učitele. Kromě různých filologických studií v tomto období sepsala také učebnici slovenštiny, kterou jí roku 1992 vydala Západočeská univerzita v Plzni. Jako osoba pocházející z česko-slovenského pomezí tento jazyk ostatně výborně ovládala. Souběžně se angažovala jako laická kazatelka plzeňské Unitarie, a to v letech 1995–2005. Její duchovní promluvy později vydali členové Unitarie Plzeň, a to v knižní podobě pod názvem Být sám sebou. Stalo se tak roku 2009. Podruhé knihu vydalo nakladatelství Unitaria v Praze roku 2014. Součástí knihy jsou též 3 životopisné skici Jiřiny Chudkové (z pera Radovana Lovčího, Bohumila Chudka a univerzitního profesora a člena Střediska západočeských spisovatelů Viktora Viktory).

## Dílo
- CHUDKOVÁ, Jiřina. Učebnice slovenského jazyka : Určeno stud. 3. roč. učitelství všeobecně vzdělávacích předmětů. Plzeň: Západočeská univerzita, 1992. 193 s. ISBN 80-7043-028-1. (slovenský)
- CHUDKOVÁ, Jiřina. Být sám sebou : duchovní promluvy z let 1996-1997. Praha: Unitaria, 2014. 89 s. ISBN 978-80-86105-71-0.